# Douglas Coupland
Douglas Coupland (Baden-Soellingen, 30 dicembre 1961) è uno scrittore, artista, giornalista, saggista, drammaturgo e sceneggiatore canadese.
Autore ed artista visivo postmoderno, assai vicino all'estetica Avantpop, la maggior parte delle sue opere è imperniata sull'esplorazione della realtà vissuta dalla sua generazione, caratterizzata dalla nebulosità ideologica e culturale in un'epoca segnata dalla sovrabbondante presenza dei mass media e da un diffuso stato d'incertezza e precarietà socioeconomica. Col suo romanzo d'esordio Generazione X ha di fatto coniato l'omonima denominazione per quella fascia generazionale giovanile nata tra i primi anni 70 e i primi anni ottanta e che ha vissuto la prima giovinezza negli anni novanta.

## Biografia
Douglas Coupland è nato - terzo di quattro figli - il 30 dicembre 1961 nella base NATO canadese di Baden-Söllingen, nei pressi di Rheinmünster, in Germania Ovest. La famiglia Coupland ritornerà in Canada quattro anni più tardi, stabilendosi a Vancouver. Coupland lasciò Vancouver in età scolastica per recarsi a Montréal, in Québec, dove alla McGill University iniziò gli studi di fisica.
Tuttavia l'esperienza a Montreal durò solo un anno, prima di tornare nuovamente a Vancouver per studiare arte presso l'Emily Carr Institute of Art and Design. Ha studiato scultura laureandosi, lavorando e studiando a Sapporo in Giappone all'Hokkaido College of Art and Design e a Milano all'Istituto Europeo di Design.
Successivamente nel 1985-1986 Coupland ha studiato al Japan-America Institute of Management Science sia a Honolulu, Hawaii, che a Tokyo. Si è laureato con lode e alla fine del 1986 è ritornato a Vancouver dove ha cominciato a scrivere sulla cultura popolare per il Vancouver Magazine e il Western Living Magazine.
Nel 1988 si trasferì a Toronto per lavorare per la rivista economica Vista e, nel 1989 cominciò a scrivere romanzi. Debuttò nel 1991 con “Generation X: Tales for an Accelerated Culture” (pubblicato l'11 marzo 1991 dalla St. Martin's Press, New York), grazie al quale fu nominato per il Canada First Novel Award. Oltre ad aver coniato l'omonimo termine, il libro è anche responsabile della diffusione dell'anglicismo McJob, con cui si definisce un lavoro scarsamente remunerato e che offre pochissime opportunità di carriera. In seguito ha pubblicato opere quali Dio odia il Giappone (2001) e Il ladro di gomme (2007).

## Tematiche e stile
Le influenze letterarie di Coupland risalgono a scrittori del secondo dopoguerra come: Margaret Drabble, Truman Capote, Kurt Vonnegut, Joan Didion e gli scritti di Andy Warhol. Nel 2001 Coupland smette di scrivere per le riviste e si concentra maggiormente sull'arte visiva. Il suo lavoro è un seguito della sensibilità che risale alla Pop art che manifesta spesso la distinzione tra arte e design. Dal 2005 comincia a esplorare le simmetrie esistenti tra la cultura letteraria e quella delle arti visive. Il suo lavoro, inoltre, ha approfondito l'infinito numero di modi in cui una singola frase o canzone può essere interpretata. Gli artisti della cultura pop di maggiore ispirazione sono: R.E.M., The Smiths, Chuck Palahniuk e Bret Easton Ellis. 
Il primo romanzo di Douglas Coupland, Generation X: tales for an accelerated Culture, è stato pubblicato nel 1991 dalla St. Martin's Press di New York. Il romanzo si compone di innumerevoli storie e brevi aneddoti che hanno in comune tra loro lo sfondo tetro, economicamente insicuro e privo di valori degli anni ottanta-novanta. I protagonisti sono tre amici che decidono di lasciarsi alle spalle una civiltà dominata dal commercializzabile, cercando di vivere nel più semplice dei modi possibili nel deserto della California.
Le prime edizioni del romanzo presentavano un'impaginazione originale, con pagine larghe divise ognuna in due colonne. Nella prima colonna vi era il romanzo stesso e quindi il racconto, mentre nella seconda erano presenti fumetti, slogan e definizioni di neologismi che nell'insieme vengono usati per descrivere la vita dei membri della Generazione X. Le seguenti edizioni sono state poi prodotte seguendo uno stile più tradizionale, ma contengono ugualmente gli ampi margini laterali per le definizioni e numerose note a piè di pagina.
L'opera è dominata da repentini cambi di scena, una scrittura quasi di tipo televisivo. Infatti, MTV domina lo stile narrativo del libro, ogni breve storia viene presentata quasi come un video musicale e nessun argomento è presentato e portato a termine senza che digressioni portino ad altri argomenti.
Il tono è ironico, ma allo stesso tempo le ambientazioni sono tetre, nello stile di altri autori degli anni novanta come Irvine Welsh (Trainspotting 1993, Tolleranza Zero 1996, Il Lercio 1998) e Chuck Palahniuk (Fight Club 1998, Soffocare 2002, Survivor 1999). Coupland prende la X del titolo da un libro del 1983 di Paul Fusell, Class, dove con il termine Class X si distingue una parte della società americana caratterizzata dall'essere una gerarchia più che una generazione.

## Opere

### Romanzi
- Generazione X (Generation X: Tales for an Accelerated Culture) (1991) - edizioni italiane: Interno giallo 1992, Mondadori 1996, Accento 2024
- Generazione shampoo (Shampoo Planet) (1992) - Corbaccio 1994, TEA 1997
- Microservi (Microserfs) (1995) - Feltrinelli 1998
- Fidanzata in coma (Girlfriend in a Coma) (1998) - Feltrinelli 1998
- Miss Wyoming (2000) - Frassinelli 2001
- La sacra famiglia (All Families are Psychotic) (2001) - Frassinelli 2003, ripubblicato con il titolo di Tutte le famiglie sono psicotiche (Isbn edizioni 2012)
- Dio odia il Giappone (God Hates Japan) (2001) - Isbn edizioni 2012
- Hey Nostradamus! (2003), Frassinelli 2007
- Eleanor Rigby (2004) - Frassinelli 2005
- Jpod (jPod) - Frassinelli 2006
- Il ladro di gomme (The Gum Thief) (2007) - Isbn edizioni 2013
- Generazione A (Generation A) (2009) - Isbn edizioni 2010
- Le ultime 5 ore (Player One) (2010) - Isbn edizioni 2012
- Worst. Person. Ever. (2013)

### Racconti

#### Raccolte di racconti
- La vita dopo Dio (Life After God) (1994) - Tropea 1996
- Highly Inappropriate Tales for Young People (2011), scritto con Graham Roumieou
- Binge (2021)

#### Racconti non antologizzati
- Fire At The Ativan Factory (2008)

### Saggistica
- Memoria Polaroid (Polaroids from the Dead) (1996) - Tropea 1997
- Lara's Book: Lara Croft and the Tomb Raider Phenomenon (1998)
- City of Glass (2000) (edizione aggiornata 2010)
- Souvenir of Canada (2002)
- School Spirit (2002)
- Souvenir of Canada 2 (2004)
- Terry (2005)
- Marshall McLuhan. La biografia pop dell'uomo che aveva previsto il futuro (Extraordinary Canadians: Marshall McLuhan) (2009) - Isbn edizioni 2011
- Shopping in Jail: Ideas Essays and Stories for the Increasingly Real 21st Century (2013)
- Kitten Clone: Inside Alcatel-Lucent (2014)
- The Age of Earthquakes: A Guide to the Extreme Present (2015), scritto con Shumon Basar e Hans Ulrich Obrist
- Machines Will Make Better Choices Than Humans (2016)
- It's All Happening So Fast: A Counter-History of the Modern Canadian Environment (2017) (saggio collettivo)

### Drammaturgie
- September 10 (2004)
- Inside the Light (2005)

## Filmografia

### Sceneggiatore
- Douglas Coupland: Close Personal Friend, regia di Jennifer Cowan (1996), cortometraggio
- Souvenir of Canada, regia di Robin Neinstein (2005)[2]
- Everything's Gone Green, regia di Paul Fox (2006)
- jPod, registi vari (2008), miniserie TV[3]